# Peter Vischer der Ältere

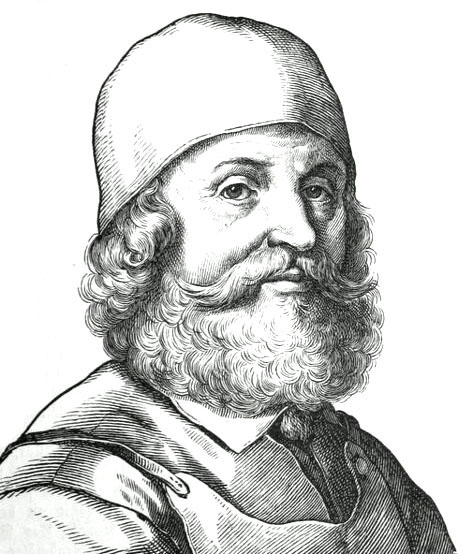
Peter Vischer

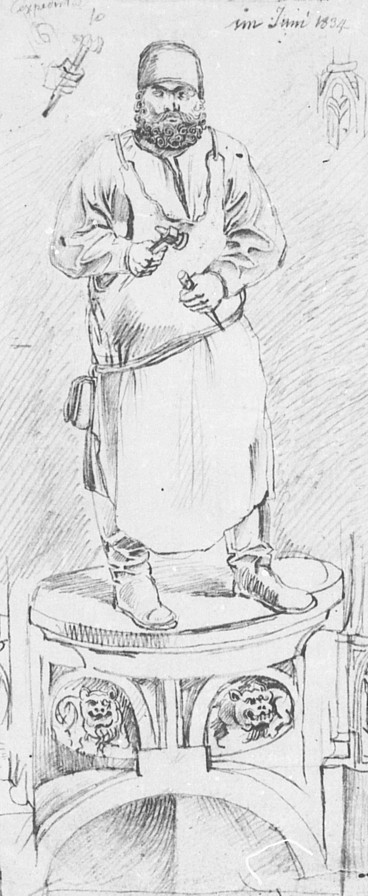
Skizze des Selbstbildnisses im Sebaldusgrab, Sebalduskirche zu Nürnberg

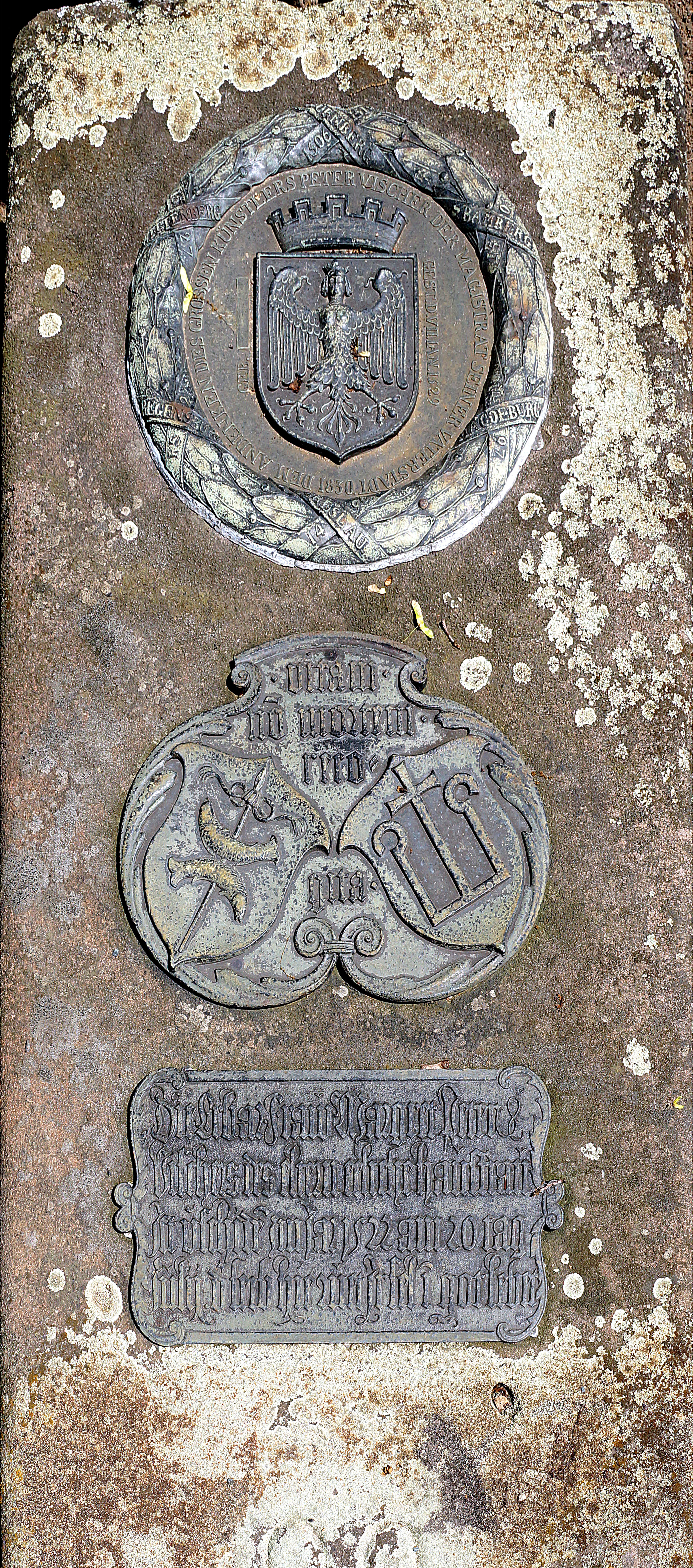
Peter Vischers Grab, Rochusfriedhof Nürnberg

Peter Vischer der Ältere (* um 1455 in Nürnberg; † 7. Januar 1529 ebenda) war ein deutscher Bildhauer und Rotschmied aus der Nürnberger Künstlerfamilie Vischer. Unter ihm entwickelte sich die von seinem Vater gegründete Messinggießerei zur berühmtesten ihrer Zeit in Deutschland.

## Leben
Ausgebildet von seinem Vater Hermann (gestorben 1488), übernahm Vischer dessen 1453 gegründete Messinggießerei, die unter seiner Leitung zur berühmtesten in Deutschland wurde. In den Nürnberger Ratsverlässen tauchte Vischer im Todesjahr seines Vaters 1488 erstmals auf; die Meisterliste führte ihn erst seit 1489. Spätestens 1485 heiratete er seine erste Frau Margarethe Groß. Er war Vater von Hermann (um 1486–1516), Peter (1487–1528), Hans (um 1490–1549), Jakob und Paul (gestorben 1531). Anfang 1493 ging das väterliche Haus am Sand in seinen Besitz über; im selben Jahr starb seine zweite Frau Dorothea. 1494 vermittelte ihn der Nürnberger Rat gemeinsam mit dem Bildschnitzer Simon Lainberger an den Heidelberger Hof des Pfalzgrafen Philipp der Aufrichtige (1448–1508). 1505 wohnte er bereits auf der Lorenzer Seite „am Katharinengraben“ und wurde als Hausbesitzer „im Viertel bei den Barfüßern zu einem Hauptmann erteilt“. 1506 kauften er und seine dritte Frau Margaretha († 1522) das Nachbarhaus und errichteten eine Gießhütte. 1511 berief ihn der Stadtrat zusammen mit Albrecht Dürer (1471–1528) als Sachverständigen für die Ausbesserung des Schönen Brunnens (1385–96) auf dem Nürnberger Hauptmarkt. 1516 wurde er als „Genannter“ in den „Größeren Rat“ aufgenommen.
Während seiner frühen Schaffenszeit entstanden vor allem ganzfigürliche Grabplatten wie die um 1495 im Magdeburger Dom aufgestellte Messingtumba des Erzbischofs Ernst von Sachsen (1464–1513). Vischer benutzte für seine Güsse Entwürfe und Modelle, deren Autorschaft noch nicht restlos geklärt ist. Ob er selbst bildkünstlerisch tätig war, wird kontrovers beurteilt. Nach 1500 arbeitete er wohl auch mit Veit Stoß zusammen. Kaiser Maximilian I. (1459–1519) vermerkte in seinem Gedenkbüchlein: „… maister Peter rotschmid zu Nurmberg di altfrenkischen pild ab lassen malen di er bei 3 bis 400 haben sol, …“ (vielleicht eine Sammlung von Visierungen und Nachzeichnungen). 1512 gab Maximilian zwei lebensgroße Bronzestatuen – höchstwahrscheinlich die Könige Arthur und Theoderich (Guss 1513) – für sein geplantes Grabdenkmal in der Innsbrucker Hofkirche bei Vischer in Auftrag.
Das Sebaldusgrab im Ostchor von St. Sebald in Nürnberg ist das Hauptwerk der Vischer-Werkstatt und bedeutendes Zeugnis deutscher Renaissanceplastik. Der 1488 gezeichnete und mit einem Vischerschen Werkstattzeichen versehene großformatige „Planriß“ (Federzeichnung auf Pergament, Wien, Akademie der bildenden Künste) für das tabernakelartige Gehäuse zum 1391–1397 gefertigte Reliquienschrein des Heiligen Sebald zeigt gotisierende Architekturformen. Im Mai 1507 beschloss der Nürnberger Rat, das Messinggehäuse ausführen zu lassen. Zugrundegelegt wurde ein veränderter und norditalienischer Renaissancekunst stark verpflichteter Entwurf, der das Gehäuse verkleinerte und figürlich überreich ausstattete. Sockelseiten des Sebaldusgrabes halten Arbeitsbeginn (1508) und Meistername fest. Laut Unterschrift am Rand der Sockelplatte vollendete Vischer gemeinsam mit seinen Söhnen das Werk 1519. In der Nische der östlichen Tumbaseite des Sebaldusgrabes steht die ausdrucksmächtige (Selbst?-)Bildnisstatuette von Vischer.
Peter Vischer der Ältere wurde auf dem St. Rochusfriedhof in Nürnberg im Grab Nr. 90 beigesetzt. Von den fünf Söhnen aus drei Ehen zeichneten sich die beiden ältesten, Hermann und Peter, durch ungewöhnliche schöpferische Kreativität aus, deren volle Entfaltungsmöglichkeit allerdings ihr frühzeitiger Tod verhinderte.
1999 wurde der Asteroid (9610) Vischer nach ihm benannt.
In Nürnberg existiert eine Straße, die nach ihm benannt wurde, sowie eine Schule mit einem Gymnasium und einer Realschule. Sie wurde 1914 erbaut, diente im Zweiten Weltkrieg als Rathaus und wurde auch als Krankenhaus genutzt.
Auch in Erlangen (Stadtteil Alterlangen) ist eine Straße nach ihm benannt, ebenso in Berlin, Höchstadt an der Aisch und Amberg in der Oberpfalz. In Dortmund gibt es eine Grundschule, die seinen Namen trägt. Eine Büste, 1839 gefertigt von Ferdinand Müller, befindet sich in der Gedenkstätte Walhalla. Bei dem Bau der Kunstakademie Düsseldorf wurde sein Name unter den bedeutenden Bildhauern an der Westseite (Rheinseite) eingemeisselt, so wie schon zuvor sein Konterfei sich in der Gemäldegalerie der Akademie befand. Dieses befindet sich heute im Innenhof des Düsseldorfer Rathauskomplex am Burgplatz.

## Nachkommen
Aus seinen Ehen gingen fünf Söhne hervor, die alle in der 1453 schon vom Großvater gegründeten Gießhütte mitarbeiteten. Unter ihnen sind:
- Hermann der Jüngere (* um 1486 in Nürnberg; † 1. Januar 1517 ebenda) war 1516/17 zum Studium in Italien, von ihm stammte wahrscheinlich der zweite Entwurf des Nürnberger Sebaldusgrabes, nachdem der erste Entwurf des Vaters vom Nürnberger Rat verworfen wurde, es aber dann ausführte.
- Peter der Jüngere (* um 1487 in Nürnberg; † 1528 ebenda) schuf mit seinem Vater den figürlichen Schmuck des Sebaldusgrabes, auch Grabdenkmäler und Medaillen, wobei er den Stil seines Vaters mit italienischem Formengut verband.
- Hans (* um 1489 in Nürnberg; † 8. September 1550 in Eichstätt) übernahm 1529 in dritter Generation die Gießereiwerkstatt.

## Werke

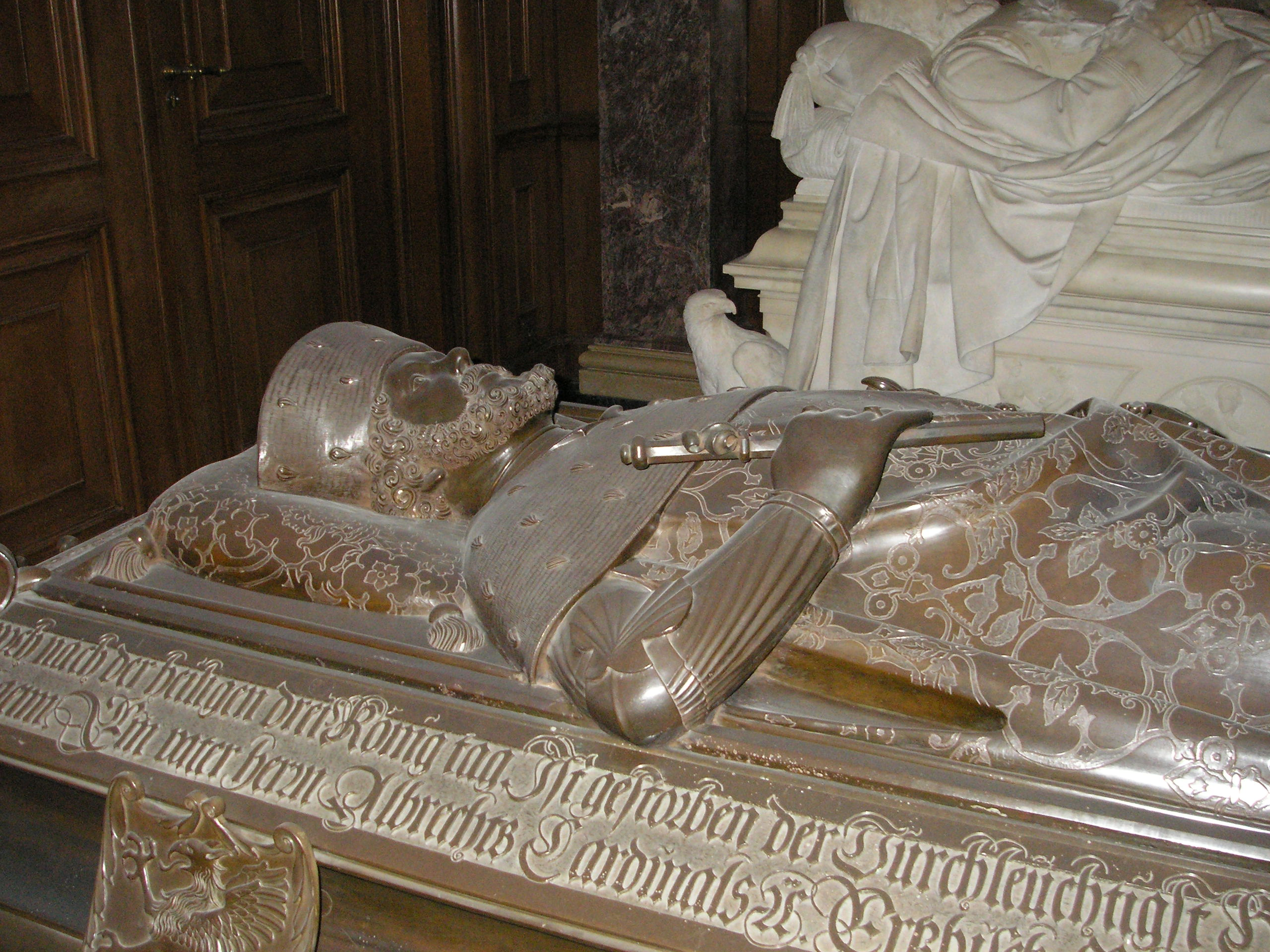
Ein Werk des Sohnes Hans Vischer:
Tischgrab des Kurfürsten
Johann Cicero von Brandenburg im Berliner Dom

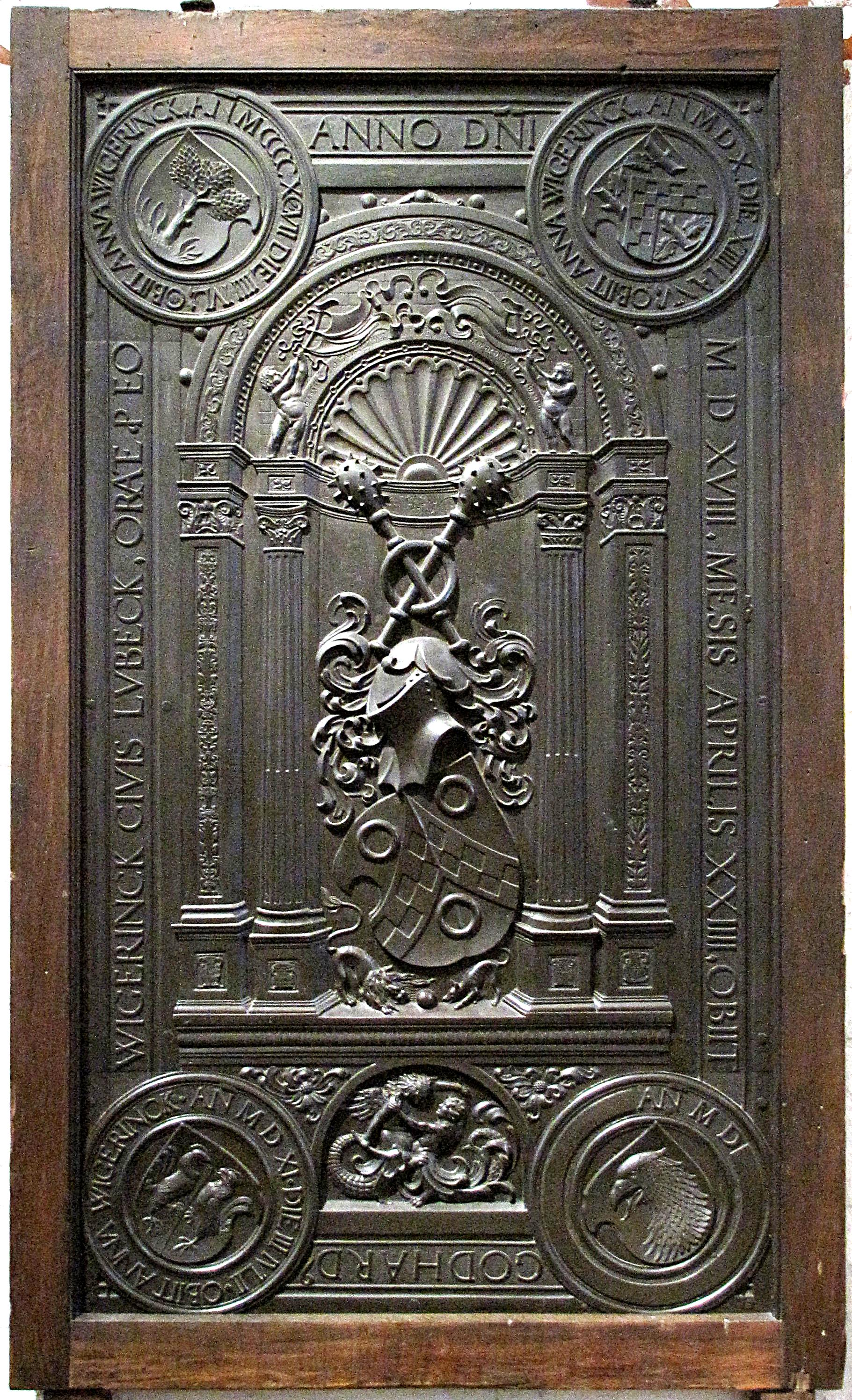
Grabplatte Wiggerinck (1518)

- Grabplatte für Margarethe von Österreich, Kurfürstin zu Sachsen, 1486, (Altenburg, Schlosskirche)
- Grabplatte für Ulrich Rißpach, von 1474 an Pfarrer in Stolberg, 1488 (Stolberg/Südharz, St. Martini)
- Grabmal Otto IV. von Henneberg, 1488 (Römhild, Stiftskirche)
- Hängeleuchter, 1488/89 (Nürnberg, St. Lorenz)
- Statuette eines knienden Mannes, sogenannter Astbrecher, 1490 (München, Bayerisches Nationalmuseum)
- Grabplatte für Bischof Heinrich III. von Bamberg, 1492 (Bamberg, Dom) und für die beiden nachfolgenden Bischöfe Veit I. und Georg II.
- Grabtumba des Erzbischofs Ernst von Sachsen, 1495 (Magdeburg, Dom)
- Grabepitaph für Bischof Johann IV. Roth, 1496 (Breslau, Dom)
- Grabplatte für Philippus Kallimachus, 1496 (Krakau, Dominikanerkirche)
- Grabplatte für Piotr Kmita, 1505 (Krakau, Wawel-Kathedrale Krakau)
- Grabplatte der Elisabeth von Stolberg, 1505 (Stolberg/Südharz, St. Martini)
- Statuette des St. Mauritius, vermutlich 1507 (Nürnberg, Germanisches Nationalmuseum)
- Jagdhund (Nürnberg, Germanisches Nationalmuseum)
- Sebaldusgrab, 1508/19 (Nürnberg, St. Sebald)
- Grabmal für Graf Hermann VIII. von Henneberg und seine Frau Elisabeth, 1510 (Römhild, Stiftskirche)
- Grabplatten des Herzogs Albrecht, der Herzogin Amalie und der Herzogin Sidonie im Meißner Dom
- Bronzefiguren von Artus und Theoderich am Grabmal Kaiser Maximilians I., 1512/13 (Innsbruck, Hofkirche)
- Schlussgitter der Fuggerkapelle, ab 1512 (vollendet durch die Söhne?) (Augsburg, St.-Anna-Kirche)
- Grabplatte des 1518 verstorbenen Godart Wigerinck in der Lübecker Marienkirche (Mitarbeit seiner Söhne)
- Tischgrab mit Liegefigur des brandenburgischen Kurfürsten Johann Cicero, um 1530 im Kloster Lehnin aufgestellt (später im Berliner Dom)